# Невадо-де-Качі
Нева́до-де-Ка́чі (ісп. Nevado de Cachi, від какан Kak-chi — «камінь мовчання») або Ель-Лібертадо́р (ісп. Cerro el Libertador — «визволитель» — на честь Хосе де Сан-Мартін) — гора в Аргентині висотою 6380 м над рівнем моря (хоча інші джерела часто цитують висоту 6720 м) та відносною висотою 2146 м в системі долин Кальчакі.